# Grabowiec (herb szlachecki)
Grabowiec – polski herb szlachecki.

## Opis herbu
Na tarczy dwudzielnej w polu prawem zielonem – głowa jelenia naturalna, w lewem zaś srebrnem – drzewo grabowe. Nad w klejnocie trzy pióra strusie, na których z prawej strony trąbka myśliwska w górę, z lewej młot leśniczy do cechowania trzonkiem na dół.

## Najwcześniejsze wzmianki
Herb nadany Gustawowi Henke, synowi Teodora, przez Mikołaja I, cesarza rosyjskiego i króla polskiego dnia 12 kwietnia 1843 roku.

## Herbowni
Henke